# Bertha Crowther
Bertha Crowther (mariée Piggott-Crowther, née le 9 décembre 1921 à Hendon et morte le 8 août 2007 dans le Cheshire) est une athlète britannique. Athlète complète, elle participe aux Jeux olympiques d'été de 1948 à Londres sur 80 m haies et au saut en hauteur, remporte une médaille d'argent au pentathlon aux championnats d'Europe 1950 à Bruxelles et est finaliste au saut en longueur et au lancer de javelot aux Jeux de l'Empire britannique de 1950 à Auckland.

## Biographie

### Palmarès
| Date | Compétition                  | Lieu      | Résultat | Épreuve           | Performance |
| ---- | ---------------------------- | --------- | -------- | ----------------- | ----------- |
| 1948 | Jeux olympiques d'été        | Londres   | 6e       | Saut en hauteur   | 1,58 m      |
| 1950 | Jeux de l'Empire britannique | Auckland  | 2e       | Saut en hauteur   | 1,60 m      |
| 1950 | Jeux de l'Empire britannique | Auckland  | 9e       | Saut en longueur  |             |
| 1950 | Jeux de l'Empire britannique | Auckland  | 5e       | Lancer de javelot |             |
| 1950 | Championnats d'Europe        | Bruxelles | 5e       | Saut en hauteur   | 1,55 m      |
| 1950 | Championnats d'Europe        | Bruxelles | 2e       | Pentathlon        | 3 048 pts   |

### Records
| Épreuve         | Performance | Lieu | Date |
| --------------- | ----------- | ---- | ---- |
| 80 m haies      | 12 s 5      |      | 1948 |
| Saut en hauteur | 1,60 m      |      | 1948 |